# Teretoctopus
Genre
Teretoctopus est un genre de poulpe de la famille des Octopodidae.

## Liste des espèces
Selon World Register of Marine Species (7 avril 2014) :
- Teretoctopus alcocki Robson, 1932
- Teretoctopus indicus Robson, 1929